# Пойган (Вісконсин)
Пойган (англ. Poygan) — місто (англ. town) в США, в окрузі Віннебаґо штату Вісконсин. Населення — 1261 особа (2020).

## Демографія
Згідно з переписом 2010 року, у місті мешкала 1301 особа в 520 домогосподарствах у складі 389 родин. Було 680 помешкань
Расовий склад населення:
| - 98,5 % — білих - 0,4 % — азіатів - 0,2 % — корінних американців - 0,2 % — чорних або афроамериканців - 0,1 % — вихідців з тихоокеанських островів |

До двох чи більше рас належало 0,5 %. Частка іспаномовних становила 0,4 % від усіх жителів.
За віковим діапазоном населення розподілялося таким чином: 21,6 % — особи молодші 18 років, 60,5 % — особи у віці 18—64 років, 17,9 % — особи у віці 65 років та старші. Медіана віку мешканця становила 45,6 року. На 100 осіб жіночої статі у місті припадало 100,5 чоловіків;  на 100 жінок у віці від 18 років та старших — 101,6 чоловіків також старших 18 років.
Середній дохід на одне домашнє господарство  становив 86 957 доларів США (медіана — 71 765), а середній дохід на одну сім'ю — 92 893 долари (медіана — 88 846). Медіана доходів становила 52 350 доларів для чоловіків та 47 917 доларів для жінок. За межею бідності перебувало 5,2 % осіб, у тому числі 8,3 % дітей у віці до 18 років та 8,5 % осіб у віці 65 років та старших.
Цивільне працевлаштоване населення становило 708 осіб. Основні галузі зайнятості: виробництво — 29,2 %, освіта, охорона здоров'я та соціальна допомога — 18,2 %, будівництво — 12,0 %, публічна адміністрація — 6,9 %.